# باولو جاملي
باولو جاملي (بالإنجليزية: Paulo Jamelli)‏ (و. 1974  م) هو لاعب كرة قدم، ومدرب كرة قدم، من البرازيل، ولد في ساو باولو.

## روابط خارجية
- باولو جاملي على موقع رابطة كرة القدم اليابانية للمحترفين (اليابانية)
- باولو جاملي على موقع قاعدة بيانات كرة القدم.إي يو (الإنجليزية)
- باولو جاملي على موقع ناشيونال فوتبول تيمز (الإنجليزية)
- باولو جاملي على موقع Soccerway.com (الإنجليزية)
- باولو جاملي على موقع عالم كرة القدم.نت (الإنجليزية)
- باولو جاملي على موقع أوليمبيديا (الإنجليزية)